# Marie-Thérèse d'Autriche-Este
 (mars 2020).
Si vous disposez d'ouvrages ou d'articles de référence ou si vous connaissez des sites web de qualité traitant du thème abordé ici, merci de compléter l'article en donnant les références utiles à sa vérifiabilité et en les liant à la section « Notes et références ».
Marie-Thérèse Jeanne d'Autriche-Este, née le 1er novembre 1773 à Milan et décédée à Genève le 29 mars 1832, est une princesse, archiduchesse d'Autriche-Este, princesse de Modène.

## Biographie

### Famille
Petite-fille de l'impératrice Marie-Thérèse dont elle porte le prénom mais aussi du duc Hercule III de Modène, l'archiduchesse est la  fille de l'archiduc Ferdinand d'Autriche-Este, duc de Modène (1803-1806) et de la princesse Marie-Béatrice d'Este, duchesse de Modène, Massa et Carrare. 
Membre de la Maison de Habsbourg-Este, Marie-Thérèse est la nièce de Marie-Amélie, duchesse de Parme, de Marie-Caroline, reine de Naples et de Sicile et de Marie-Antoinette, reine de France. Ses oncles sont Joseph II et Léopold II, auparavant grand-duc de Toscane (1765-1790) sous le nom de Léopold Ier ou sous nom de naissance Pierre-Léopold.
Marie-Thérèse d'Autriche-Este épousa le 25 avril 1789 Victor-Emmanuel de Savoie, duc d'Aoste, fils cadet de Victor-Amédée III, roi de Sardaigne et de Marie-Antoinette d'Espagne. 
La Maison de Savoie est apparentée à la Maison de France. Le prince de Piémont a épousé Clotilde de France, sœur du roi Louis XVI tandis que ses sœurs ont épousé le comte de Provence et le comte d’Artois, frères du roi. Une cousine de la branche de Carignan Marie-Thérèse-Louise de Savoie-Carignan, proche amie de la reine Marie-Antoinette, est veuve du prince de Lamballe, un autre membre de la famille royale française. Le prince et la princesse de Piémont n'ayant pas eu d'enfant, c'est au duc et à la duchesse d'Aoste que revient le devoir d'engendrer le futur héritier du royaume de Sardaigne.
Sept enfants sont issus de leur union :
- Marie-Béatrice (1792-1840) épouse en 1812 François IV, Duc de Modène (1779-1846) ;
- Marie-Adélaïde (1794-1795) ;
- Charles-Emmanuel, (1796-1799), prince de Piémont ;
- Une fille (1800-1801) ;
- Marie-Thérèse (1803-1879), elle épouse Charles II de Parme (1799-1883), Roi d'Étrurie (1803-1807), Duc de Lucques (1824-1847) puis duc de Parme et Plaisance (1847-1849) ;
- Marie-Anne (1803-1884) épouse en 1831 Ferdinand Ier (empereur d'Autriche) (1793-1875) (sans postérité) ;
- Marie-Christine (1812-1836) épouse en 1832 Ferdinand II (roi des Deux-Siciles) (1810-1859).

### La Révolution française
Quelques semaines après le mariage éclate la Révolution française et dès le mois de juillet, le comte d'Artois, suivi de son épouse et ses deux fils, se réfugie à Turin auprès de son beau-père. 
En 1792, alors que Marie-Thérèse met au monde son premier enfant, la France déclare la guerre à l'Autriche. Les guerres révolutionnaires puis impériales françaises mettront l'Europe à feu et à sang pendant un quart de siècle et causeront la chute de la monarchie Française. La famille royale est incarcérée, la monarchie abolie et le roi jugé avant d'être exécutée. La princesse de Lamballe est massacrée par la foule, la reine condamnée à mort et exécutée. 
En 1796, le roi Victor-Amédée III de Sardaigne meurt après avoir signé avec la France le désastreux Armistice de Cherasco qui donne à la France les territoires situés à l'ouest des Alpes. Son fils aîné lui succède sous le nom de Charles-Emmanuel IV de Sardaigne. Marie-Thérèse donne le jour à son troisième enfant. Après deux filles, c'est enfin l'héritier attendu qui pousse son premier cri. Il reçoit les prénoms de son oncle et souverain, Charles-Emmanuel.

### L'exil sarde
Cependant le roi de Sardaigne a du mal à circonvenir les menées des agents français qui veulent exporter les idées de la révolution dans l'Europe entière et en 1798, le général Joubert envahit le Piémont forçant la famille royale à fuir à Parme puis à Florence avant d'embarquer pour la Sardaigne où elle devra rester jusqu'à la chute de l'empire Français. 
En 1799 meurt le petit Charles-Emmanuel laissant la Maison de Savoie sans héritier direct. En 1802 la reine Clotilde meurt en réputation de sainteté; Le roi, qui souhaite entrer en religion, abdique en faveur de son frère le duc d'Aoste. Marie-Thérèse devient reine de Sardaigne tout en continuant à donner des enfants à son mari mais pas le fils escompté. 
Le sort du duc de Modène est moins enviable que celui des princes de Savoie qui malgré les revers de fortune règnent encore sur la partie insulaire de leurs États. Le duc Hercule III et sa famille ont trouvé refuge en Autriche. Le duc est mort en 1803, suivi par son gendre, le père de Marie-Thérèse en 1806. En 1808, Marie-Louise, sœur cadette de Marie-Thérèse, a épousé leur cousin l'empereur François Ier, veuf pour la seconde fois. Brillant mariage pour une princesse en exil qui sera l'âme de la résistance autrichienne. Leur frère François s'est épris de la fille aînée de l'empereur, l'archiduchesse Marie-Louise. Cependant, l'idylle tourne court. Souverain en exil, François n'est plus qu'un archiduc de second rang et la politique demandant un rapprochement stratégique avec la France, Marie-Louise est mariée à l'"ogre corse", l'empereur Napoléon Ier.
Le prince de Modène, séduisant trentenaire, cherche alors une épouse dans le cercle plus restreint de ses proches parentes et demande la main de l'aînée de ses nièces Marie-Béatrice de Sardaigne. Les risques liés aux unions consanguines étant ignorés et la politique faisant loi, le pape accorde la dispense nécessaire aux futurs époux. La jeune Marie-Béatrice est consternée par cette union qu'elle juge peccamineuse. Il faudra le talent et la patience de son confesseur pour qu'au bout de cinq ans elle se résigne à accepter de consommer son mariage.    
Cependant, le roi Victor-Emmanuel est conscient du risque d'extinction de sa lignée et en 1807, son frère Charles-Félix, âgé de 42 ans, épouse la princesse Marie-Christine de Sicile, fille de la célèbre reine Marie-Caroline et cousine de Marie-Thérèse. Le mariage restera stérile.
En 1814, l'empire français s'écroule et c'est à Vienne que l'Europe se redéfinit. L'impératrice Marie-Louise, qui souffre de tuberculose, y savoure sa revanche tout en accueillant sa belle-fille l'ex-impératrice des Français. 

### Un héritier incertain

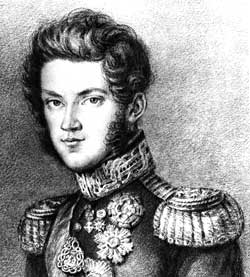
Charles-Albert, prince de Carignan (1817).

Conscient de la proche extinction de leur lignée, le roi et la reine voit avec anxiété le retour à Turin de leur lointain cousin mais héritier Charles-Albert, prince de Carignan, un adolescent de 16 ans. 
Le père et la mère du jeune prince n'ont pas suivi la famille royale en Sardaigne mais au contraire se sont ralliés à la république française puis à l'empire. Mal récompensé, le père du prince est mort à l'âge de 30 ans en 1800 alors que Charles-Albert n'a que deux ans. 
Voulant soustraire l'enfant aux idées révolutionnaires de sa mère, une princesse de Saxe, le roi Victor-Emmanuel émit le vœu que le petit prince soit éduqué auprès de lui. La princesse de Carignan refusa de se séparer de son fils et retourna auprès de sa famille en Saxe. Le roi de Saxe est un fidèle allié de Napoléon et le prince est élevé librement à Leipzig puis à Paris et enfin à Genève où son éducation est confiée à un pasteur calviniste proche des idées de Jean-Jacques Rousseau. La princesse de Carignan a également obtenu de Napoléon un titre de comte d'empire pour son fils. À la chute de l'empire, la princesse et son fils sont de retour à Paris mais sur les instances du roi Louis XVIII, le jeune prince est fortement prié de retourner en Piémont. 
Son éducation le rend suspect et le jeune prince est considéré par ses cousins Européens catholiques comme un être dangereux. Le roi Victor-Emmanuel et la reine Marie-Thérèse songent un moment à faire abolir la Loi salique pour empêcher le jeune homme d'accéder au trône. En attendant, la reine Marie-Thérèse choisit pour l'adolescent deux précepteurs dont la mission sera de transformer le prince libéral en conservateur convaincu et le marie en 1817 à une archiduchesse de la branche de Toscane qui lui donne rapidement trois enfants. Le prince n'en affiche pas moins des opinions libérales et fréquente les carbonari.

### La Restauration

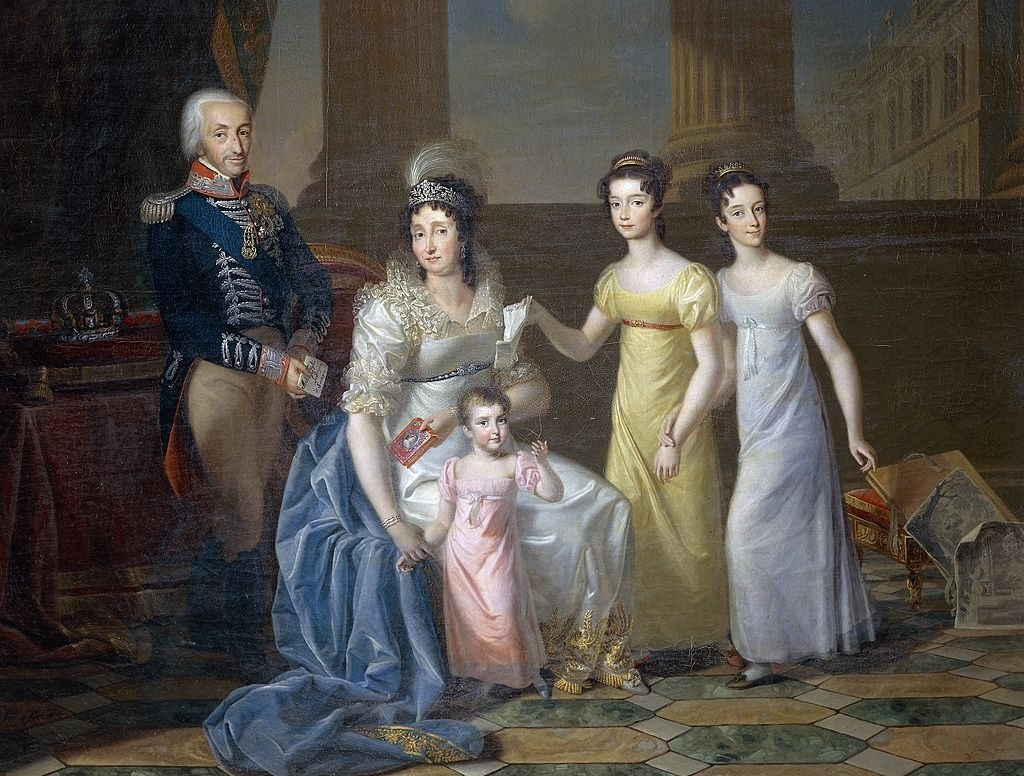
La famille royale vers 1814.

Le Congrès de Vienne rend au roi de Sardaigne ses États patrimoniaux y compris la Savoie et le comté de Nice augmentés de la défunte république de Gênes lui donnant ainsi au Piémont un accès à la mer.
Le roi Victor-Emmanuel Ier mène une politique de revanche ultra-conservatrice, réactionnaire et cléricale, rétablissant les anciens impôts, allant jusqu'à détruire la route qui franchissait le Mont-Cenis et le pont enjambant le Pô ainsi que tout ce qui pouvait rappeler la présence Française. Cette politique impopulaire provoque des remous qui le forcent à abdiquer en 1821 en faveur de son frère Charles-Félix. Ce dernier étant en voyage, Le roi Victor-Emmanuel n'a d'autre solution que de nommer régent Charles-Albert qui promulgue la constitution demandée par les émeutiers mais celle-ci sera abolie par Charles-Félix qui envoie également Charles-Albert en semi-exil dans sa belle famille à Florence.
Le roi Victor-Emmanuel mourra en 1824, le roi Charles-Félix en 1831 laissant le trône au fameux cousin Charles-Albert, prince de Carignan.
C'est également l'époque où les filles de l'ex-couple royal atteignent l'âge de se marier. N'ayant pas de frère qui accédera au trône, leur lignée est destinée à s'éteindre. L'héritier du trône, le prince de Carignan est un lointain cousin qui affiche des opinions libérales ce qui déplaît aux cours européennes. Pour les souverains européens, une union avec la Maison de Savoie ne présente aucun avantage politique. Aussi, les princesses de Savoie, malgré leur beauté et leur droiture, ne sont guère recherchées. 
Elles se marient selon leur rang, néanmoins avec des princes de second ordre voire fort diminués. En 1820, sa fille la princesse Marie-Thérèse de Sardaigne, a épousé le prince de Lucques qui devrait retrouver son duché de Parme à la mort de l'ex-impératrice des Français qui y règne à titre viager.  
Sa jumelle, la princesse Marie-Anne de Sardaigne doit attendre 8 ans avant de convoler tardivement avec l'héritier du trône d'Autriche. L'union est politiquement brillante mais le mariage n'est qu'une manigance du chancelier Metternich qui veut empêcher l'archiduchesse Sophie d'accéder au pouvoir. En effet, le futur empereur Ferdinand Ier d'Autriche est un être très diminué et Marie-Anne, très digne, sera plus une infirmière qu'une épouse pour son mari; 
En 1832, la cadette des princesses de Savoie, Marie-Christine de Sardaigne, épouse le roi Ferdinand II des Deux-Siciles. 
C'est l'année où meurt la reine Marie-Thérèse à l'âge de 59 ans.